# Carlinhos Oliveira
José Carlos Oliveira (Vitória, 18 de agosto de 1934 — Vitória, 13 de abril de 1986) foi um escritor brasileiro. Celebrizando-se por suas colaborações diárias no Jornal do Brasil para onde escreveu por mais de duas décadas, tornou-se um dos grandes cronistas brasileiros do século XX, mas praticou também o romance e o memorialismo.
Boêmio pobre e talentoso,  preferia chamar a si mesmo de Carlinhos Oliveira, "cristão, católico apostólico romano, pagão, filho de Iemanjá", "o mais ecumênico dos ateus", "brasileiro por fatalidade, temperamento e vocação", "apenas dois dedos maior que Napoleão Bonaparte", "com o coração de Gauguin, o fugitivo, o liberado, o inocente, o doido", expressões com que se autodefiniu em crônica bem humorada. Foi um defensor  do livre pensamento, sem temer polêmicas nem o revanchismo dos poderosos de qualquer facção, como mostra a sua obra póstuma, organizada em 1995 por Bernardo de Mendonça, Diário da Patetocracia, que reúne as crônicas escritas e publicadas ao longo do ano de 1968 no Jornal do Brasil, um período marcante na exacerbação da ditadura instaurada em 1964 sob o comando dos generais. Seu romance Terror e Êxtase foi adaptado para o cinema em 1979, em um obra de sucesso dirigida por Antônio Calmon.

## Patetocracia
É um termo criado pelo escritor José Carlos Oliveira, em sua coluna no Jornal do Brasil de 13 de fevereiro de 1968,  para satirizar a ditadura militar vigente no Brasil com o golpe de Estado de 1964 que depôs o presidente João Goulart. A crônica, que denuncia as freqüentes violações da liberdade de expressão, intitula-se "Contra a censura, pela cultura" e a palavra é utilizada  no seguinte trecho:
| “ | Todo dia um pateta qualquer enfia sua pata numa peça de teatro e corta as frases que lhe parecem atentatórias à moral, aos bons costumes e à democracia. Não se passa uma tarde sem que outro pateta dê o ar de sua graça, cortando seqüências inteiras de filmes. A Patetocracia não dorme em serviço. | ” |

Reunidas e batizadas por Bernardo de Mendonça em 1995 no livro Diário da Patetocracia, as crônicas escritas ao longo do ano de 1968 por Carlinhos Oliveira, como também era conhecido o cronista, constituem um corajoso e fidedigno testemunho da evolução dos acontecimentos políticos e sociais que levaram o chefe do Executivo, general Costa e Silva, em 13 de dezembro, a assinar o Ato Institucional nº 5, peça formalizadora de uma ditadura já sem disfarces.

## Obras
- Os olhos dourados do ódio. Rio de Janeiro: José Álvaro Editor, 1962.
- A revolução das bonecas. Rio de Janeiro: Editora Sabiá, 1967.
- O pavão desiludido. Rio de Janeiro: Edições Bloch, 1972.
- Terror e êxtase. Rio de Janeiro: Codecri, 1978.
- O saltimbanco azul. Porto Alegre: L&PM Editores, 1979.
- Um novo animal na floresta. Rio de Janeiro: Codecri, 1981.
- Domingo, 22. São Paulo: Ática, 1984.
- Bravos companheiros e fantasmas. Vitória: Fundação Ceciliano Abel de Almeida/Universidade Federal do Espírito Santo, 1986.
- Diário da patetocracia. Rio de Janeiro: Graphia, 1995.
- O homem na varanda do Antonio's; crônicas da boemia carioca nos agitados anos 60/70. Or. Jason Tércio. Rio de Janeiro: Civilização Brasileira, 2004.
- O Rio é assim; a crônica de uma cidade (1953-1984). Org. Jason Tércio. Rio de Janeiro: Agir, 2005.
- Flanando em Paris. Org. Jason Tércio. Rio de Janeiro: Civilização Brasileira, 2005.
- Diário selvagem; o Brasil na mira de um escritor atrevido e inconformista. Org. Jason Tércio. Rio de Janeiro: Civilização Brasileira, 2005.

## Fonte
- OLIVEIRA, José Carlos. Diário da patetocracia. Rio de Janeiro, Graphia, 1995.
- MENDONÇA, Bernardo de, "Carlinhos, a rainha e o ato". In:OLIVEIRA, José Carlos, Diário da Patetocracia - Crônicas Brasileiras, 1968. Rio de Janeiro, Graphia, 1995, pp.xiii-xvi e 35.